# Зульцемос
Зульцемос (нім. Sulzemoos) — громада в Німеччині, розташована в землі Баварія. Підпорядковується адміністративному округу Верхня Баварія. Входить до складу району Дахау. Складова частина об'єднання громад Одельцгаузен.
Площа — 19,04 км2. Населення становить 3106 ос. (станом на 31 грудня 2020).

## Галерея

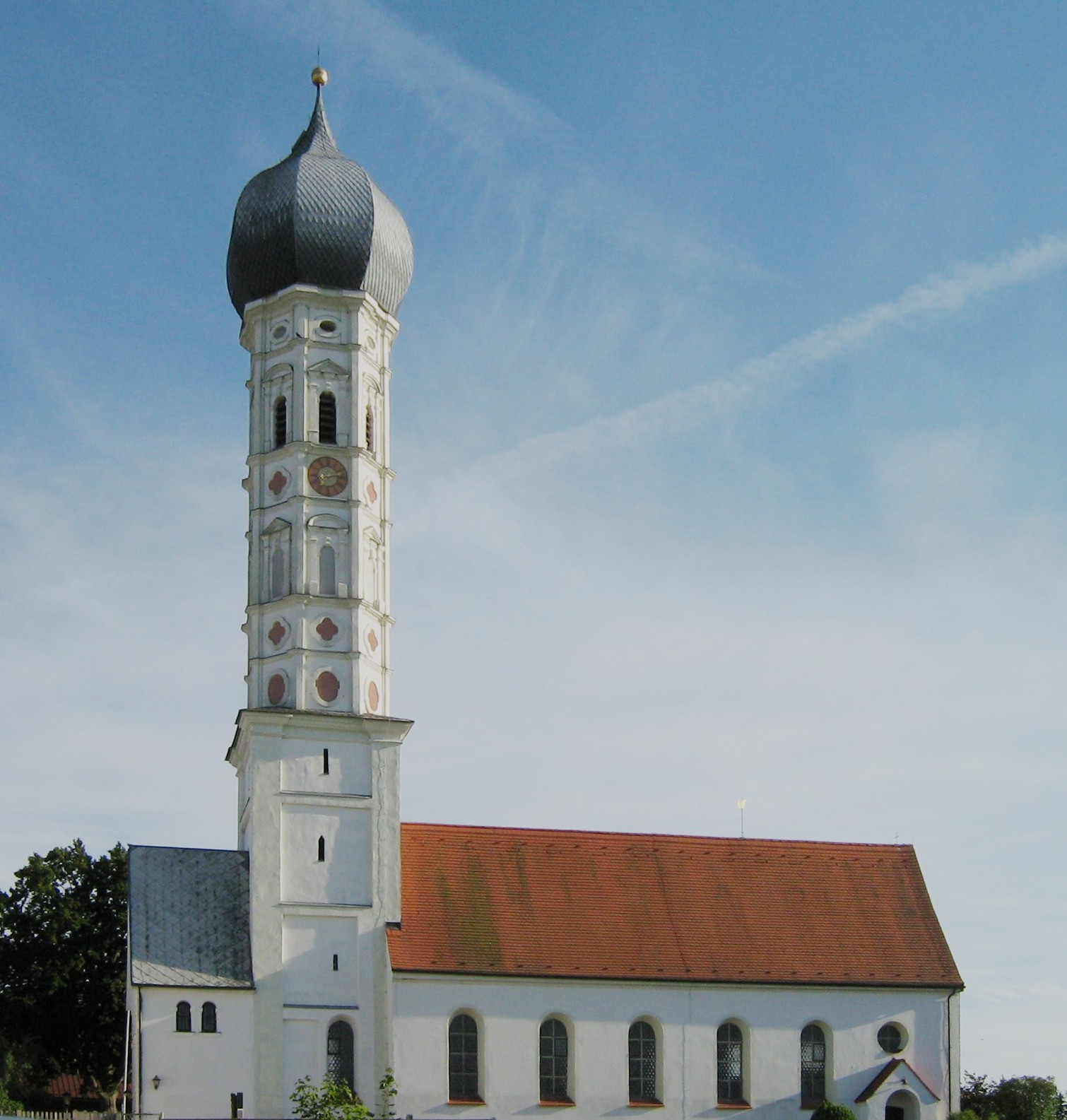
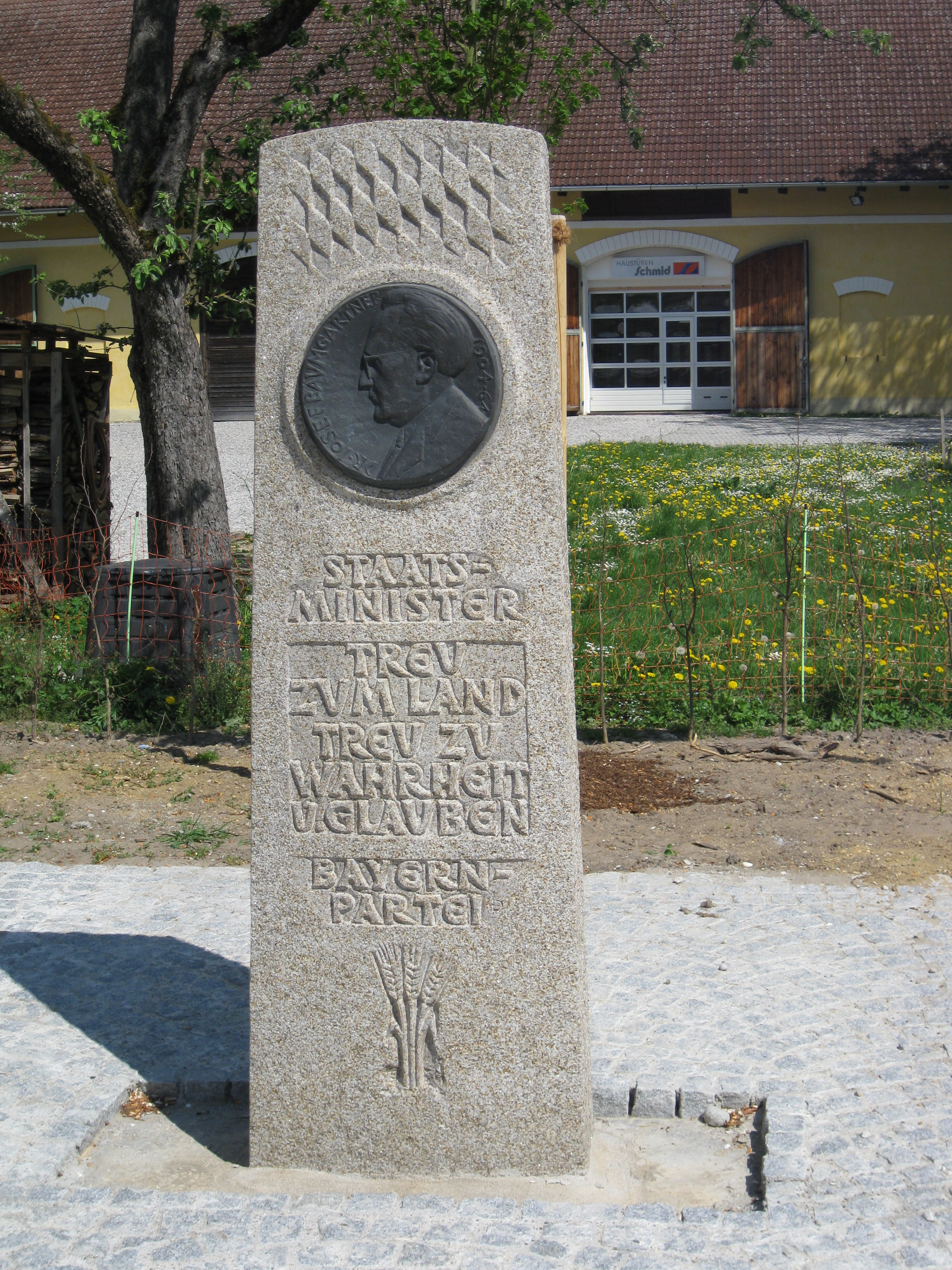